# Françoise Maffre Castellani
Pour les articles homonymes, voir Maffre et Castellani.
Françoise Maffre Castellani, née en 1932, est une femme de lettres française. Elle est titulaire d'une licence de théologie et d'une agrégation de lettres modernes. Ses essais sont centrés sur la déportation, les camps de concentration et d'extermination et la résistance durant le Seconde Guerre mondiale.

## Ouvrages
- Femmes déportées. Histoires de résiliences, préface de Boris Cyrulnik, éditions des femmes, 2005  (ISBN 978-2721005199)
- Charlotte Delbo. Entre résistance, poésie et théâtre : une vie accomplie, éditions du Cygne, 2010  (ISBN 978-2849241752)
- Edith Stein : « Le livre aux sept sceaux », éditions Orizons, 2011  (ISBN 978-2296087880)